# Süd-Nord-Kanal

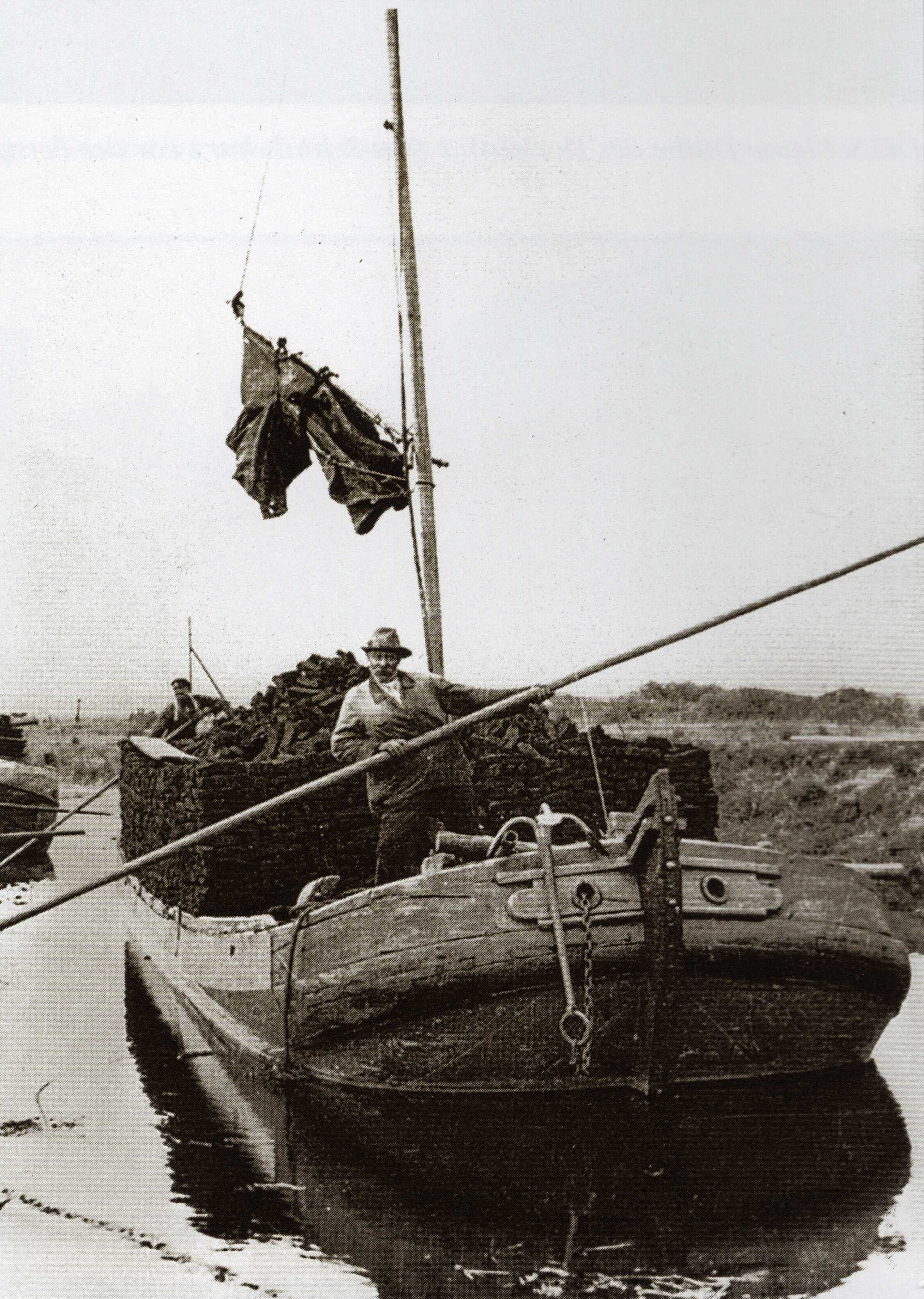
Torfkahn auf dem Süd-Nord-Kanal um 1900

Der Süd-Nord-Kanal (Abkürzung: SNK) ist ein Kanal in den niedersächsischen Landkreisen Grafschaft Bentheim und Emsland.

## Geschichte
Der Kanal ist Teil des linksemsischen Kanalnetzes, das zwischen 1871 und 1904 erbaut wurde. Neben dem Gütertransport für Schiffe mit 200 Tonnen Tragfähigkeit diente der Kanal der Entwässerung der Moore. Heute ist der Kanal nicht mehr schiffbar und dient nur noch der Entwässerung.

## Maße
Der Kanal verfügte über sieben Schleusen mit einer Größe von 33 × 6,5 m, die Kähne bis zu 27 × 5,5 m fassen konnten. Das Profil im südlichen Teil bis Georgsdorf betrug 8,5 m an der Sohle und 16 m an der Oberfläche bei einer Tiefe von 1,8 m. Im nördlichen Teil bis zum Haren-Rütenbrock-Kanal war die Sohle nur 6,5 m und der Spiegel 16 m breit. Der Antrieb der Schiffe erfolgte durch Segelkraft oder durch Treideln, später auch durch Dampfkraft.

## Lage
Der Süd-Nord-Kanal ist ein Teilgewässer der Linksemsischen Kanäle. Die Linksemsischen Kanäle beginnen mit dem Ems-Vechte-Kanal, der von der Ems gespeist wird, von Lingen nach Nordhorn verläuft und als Endpunkt ein Abstiegsbauwerk zum dortigen Fluss Vechte hat. Das Abstiegsbauwerk bzw. die Mehrkammerschleuse (Nordhorner Koppelschleuse) dient heute als Entlastungsbauwerk; eine Nutzung für die Schifffahrt hat seinerzeit nicht stattgefunden. Vom Ems-Vechte-Kanal geht im Stadtgebiet Nordhorn der Verbindungskanal ab, der durch eine Schleuse von der Vechte getrennt ist. Nach Querung der Vechte führt dann der Nordhorn-Almelo-Kanal bis zur niederländischen Grenze. Grenzmarkierung für den Nordhorn-Almelo-Kanal ist die Schleuse Frensdorfer Haar.
Der Süd-Nord-Kanal zweigt vom Ems-Vechte-Kanal im Nordhorner Stadtteil Deegfeld ab. Er verläuft gemäß seinem Fließgefälle beginnend in Nordhorn (südlichster Punkt) und endet zur Bewässerung bzw. als Einmündung des Haren-Rütenbrock-Kanals in Rütenbrock. Die Länge des Süd-Nord-Kanals beträgt 45,6 km; er hat sieben Schleusen. Auf Höhe der Gemeinde Georgsdorf zweigt der Piccardie-Coevorden-Kanal in Richtung Westen bzw. Niederlande ab. Im Gemeindeteil Schöninghsdorf – Gemeinde Twist – zweigt der Schöninghsdorf-Hoogeveen-Kanal vom Süd-Nord-Kanal ab, dieser ist an der deutsch-niederländischen Grenze verdämmt. Er verläuft auf seiner gesamten Länge parallel zur Ems; sein nördlicher Teil liegt parallel zum niederländischen Compascuumkanaal.

## Kilometrierung
- 0 aus dem Ems-Vechte-Kanal
- 1,2 Schleuse 1
- 3,9 Schleuse 2
- 11,5 Schleuse 3 „Alte Piccardie“
- 14,4 Georgsdorf, Linkskurve
- 15,1 Geradeaus Abzweig des Coevorden-Piccardie-Kanals, der SNK biegt rechts ab
- 36,1 Schleuse Hebelermeer
- 40,8 Schleuse Fehndorf
- 47,0 Haren-Rütenbrock-Kanal

## Bilder vom Süd-Nord-Kanal

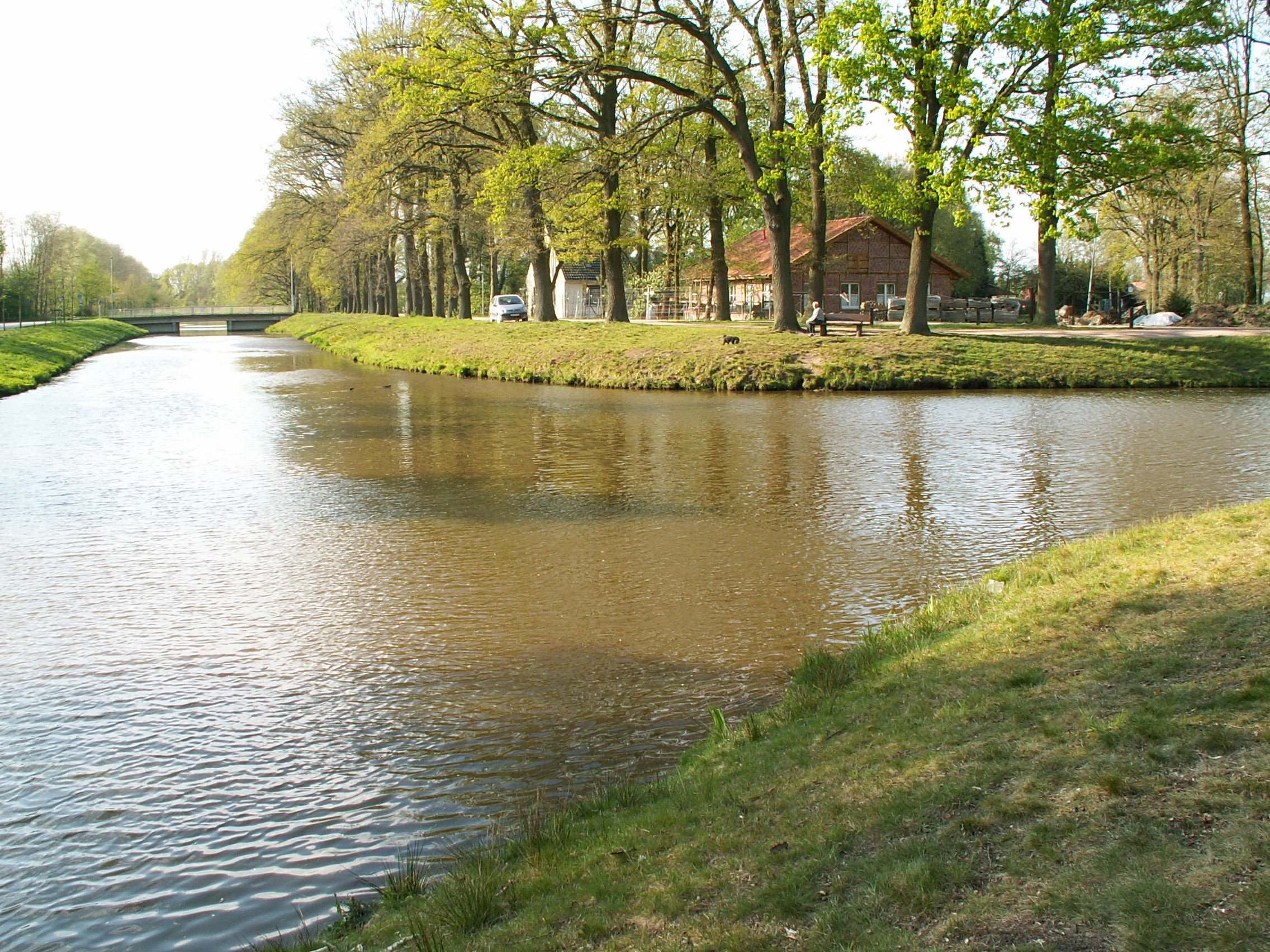
Der Anfang des Kanals in Nordhorn am Ems-Vechte-Kanal
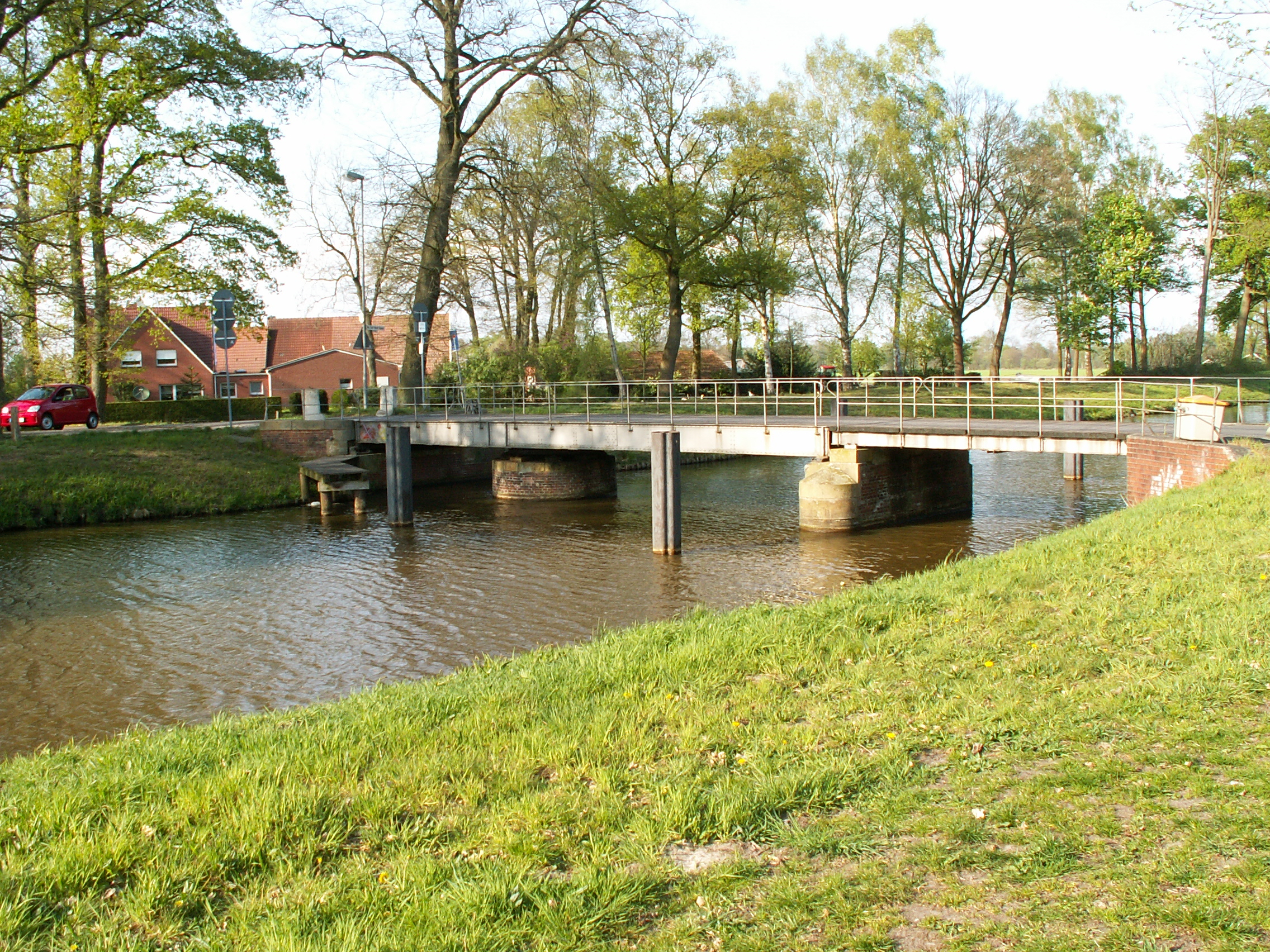
Drehbrücke in Nordhorn am Südende des Kanals
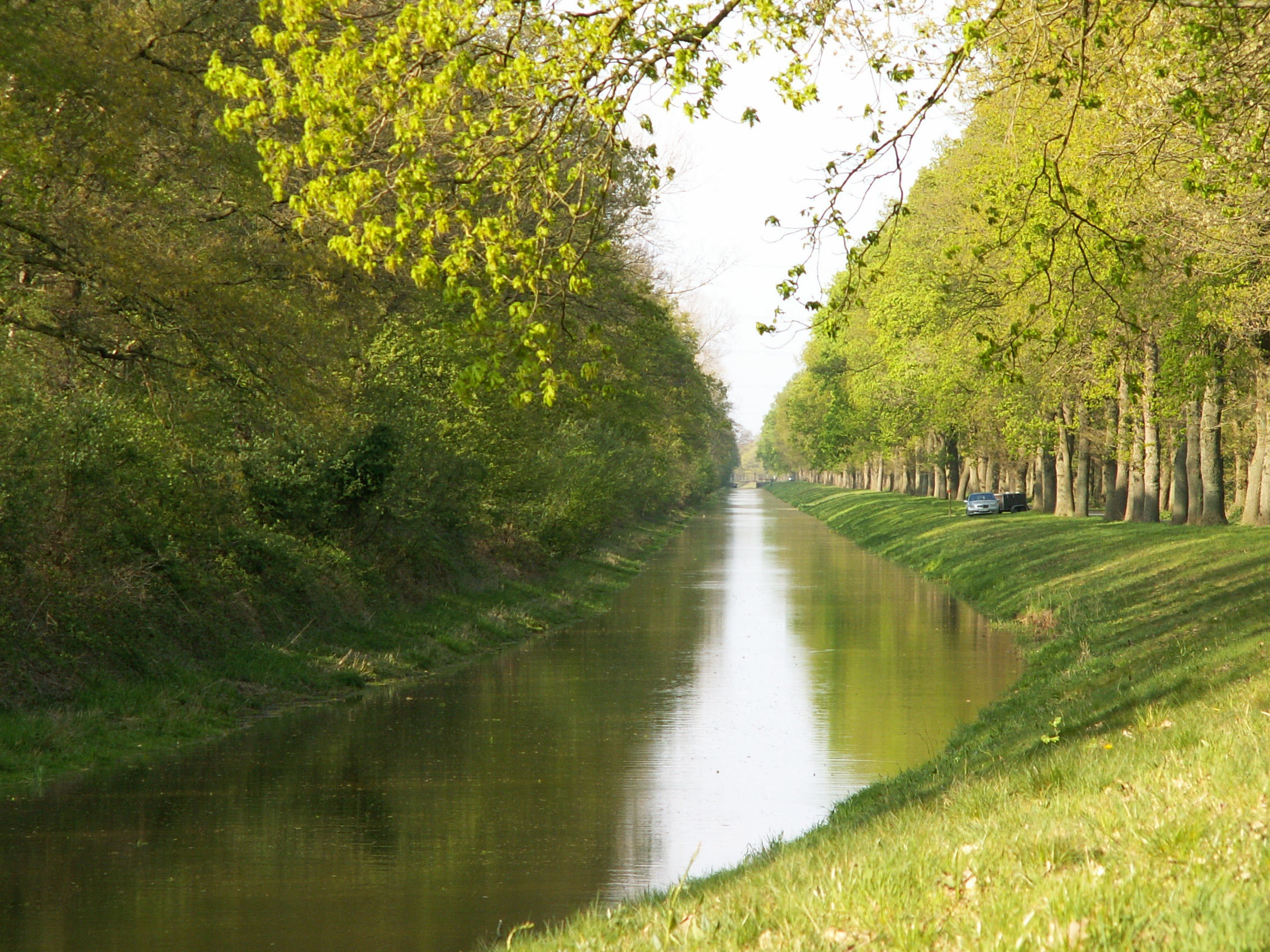
In Nordhorn, Blick nach Norden
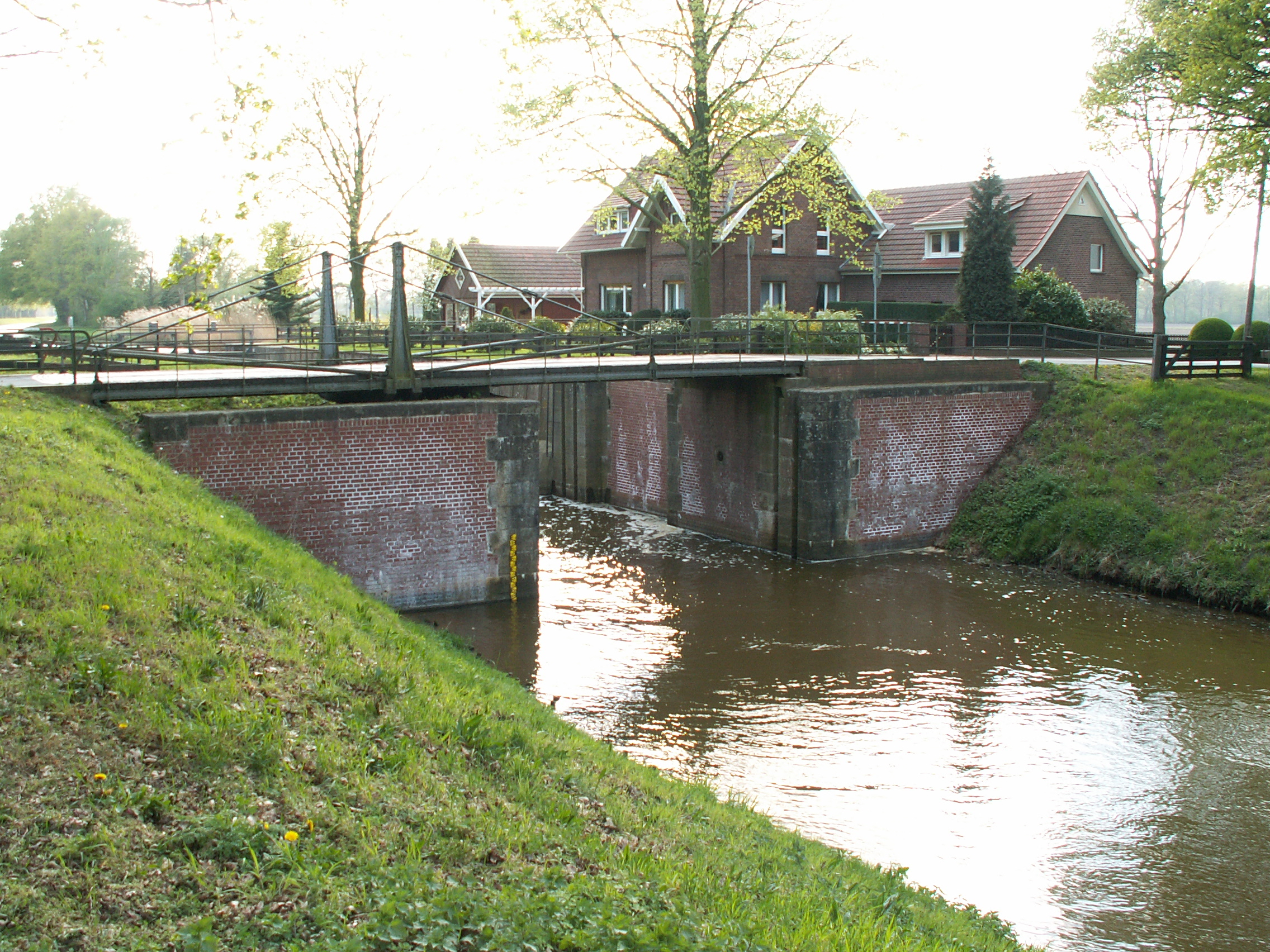
Schleuse 1
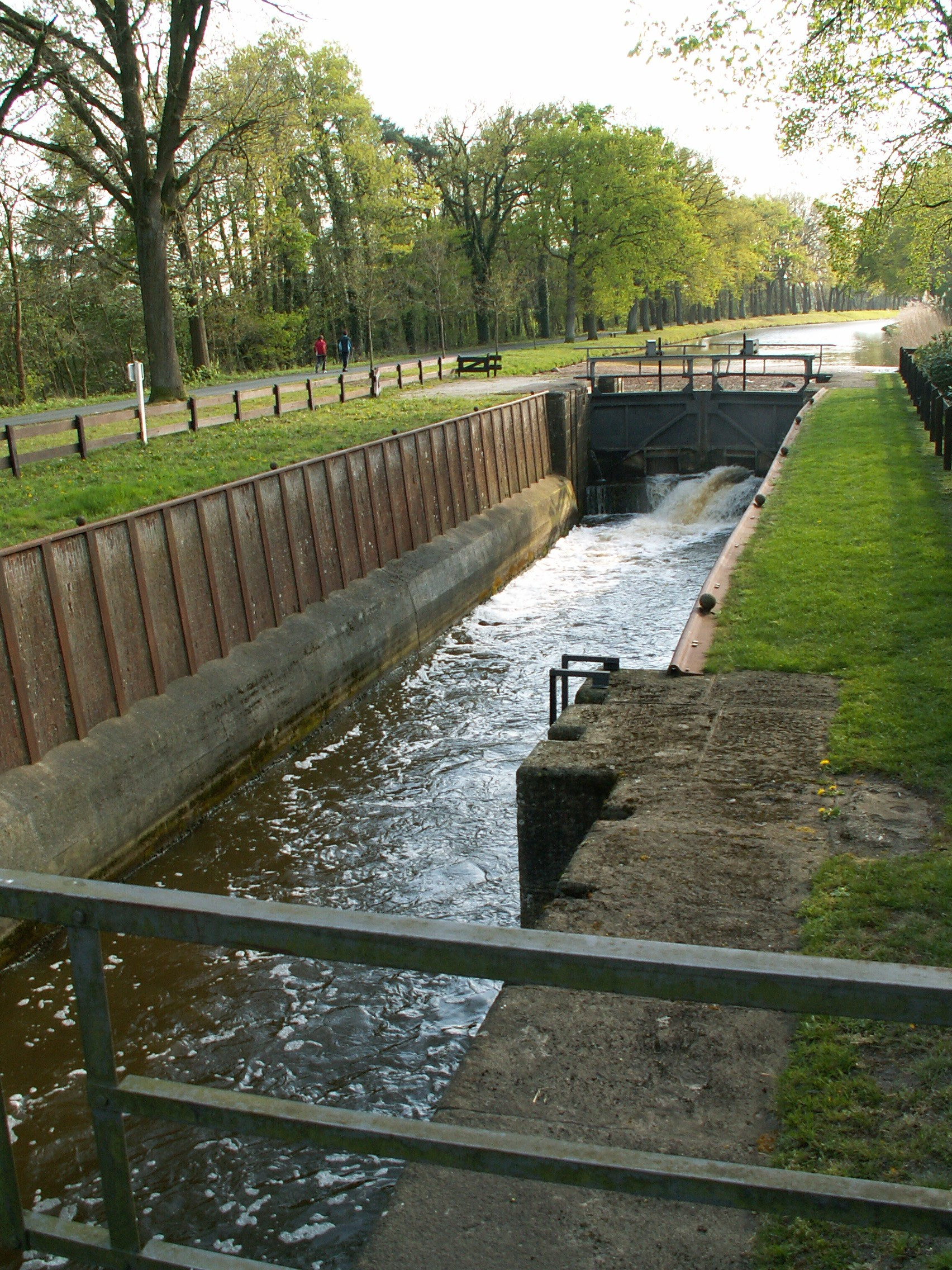
Schleuse 1
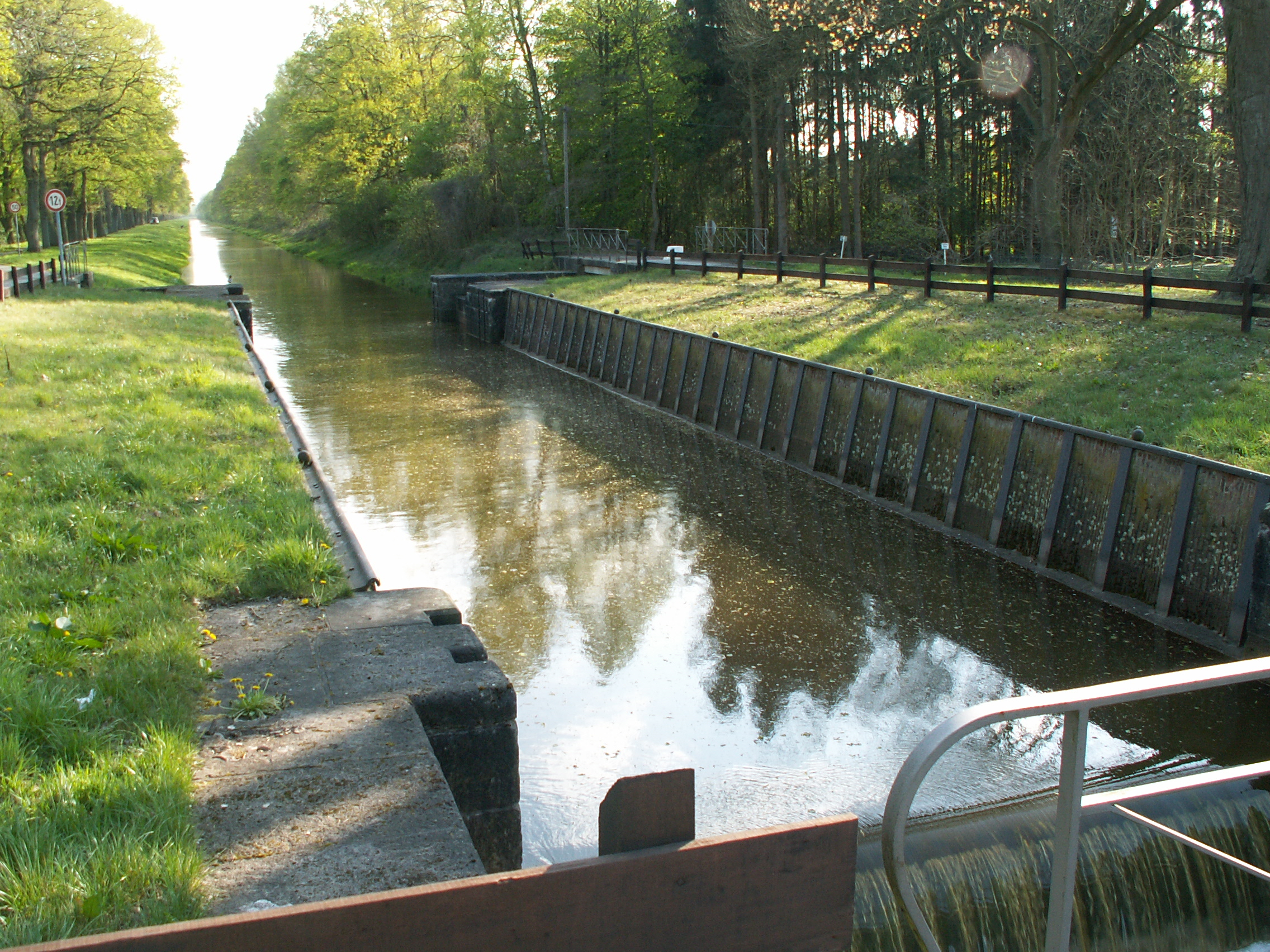
Schleuse 2
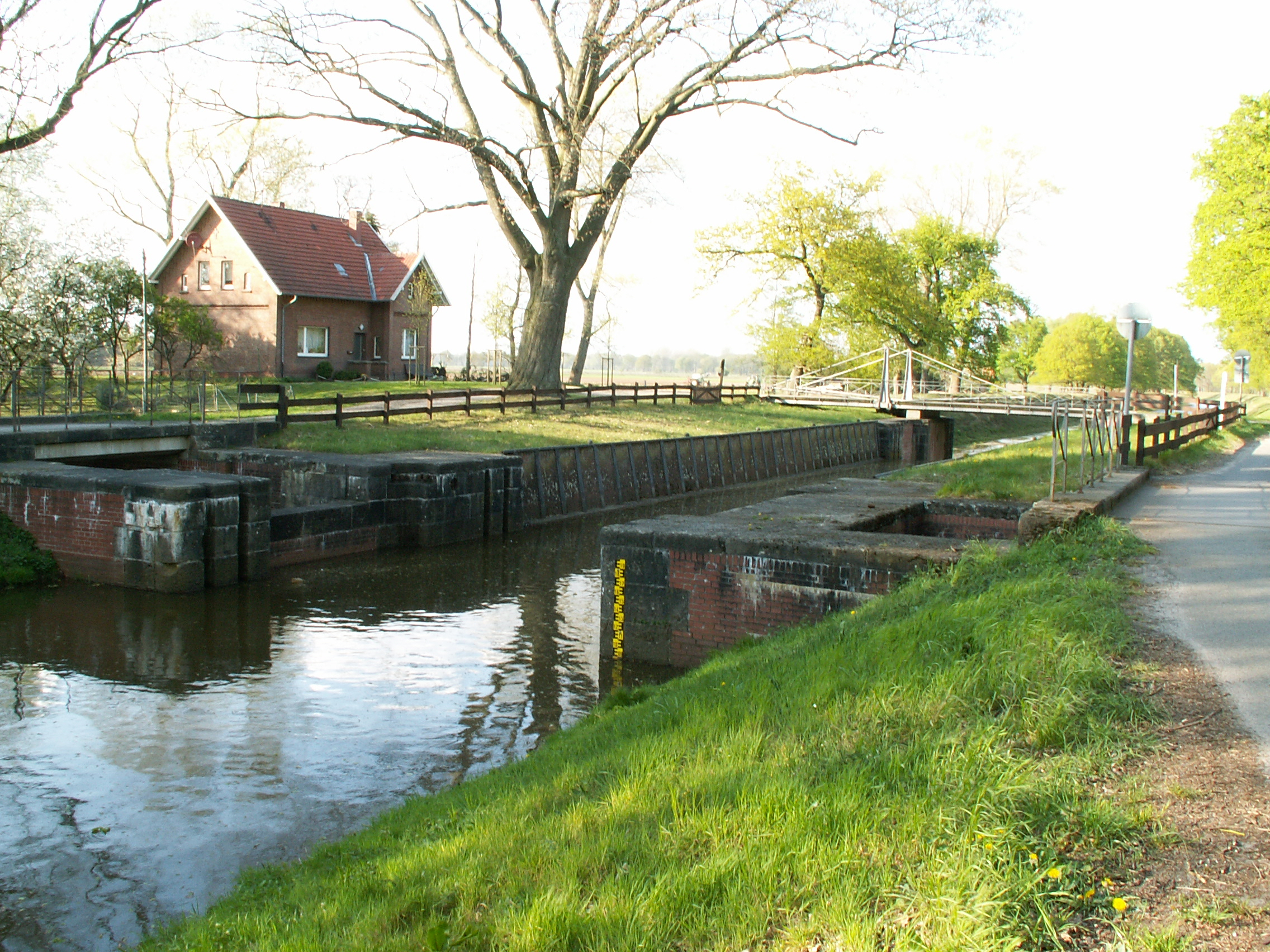
Schleuse 2 mit Überlauf und Unterdükerung
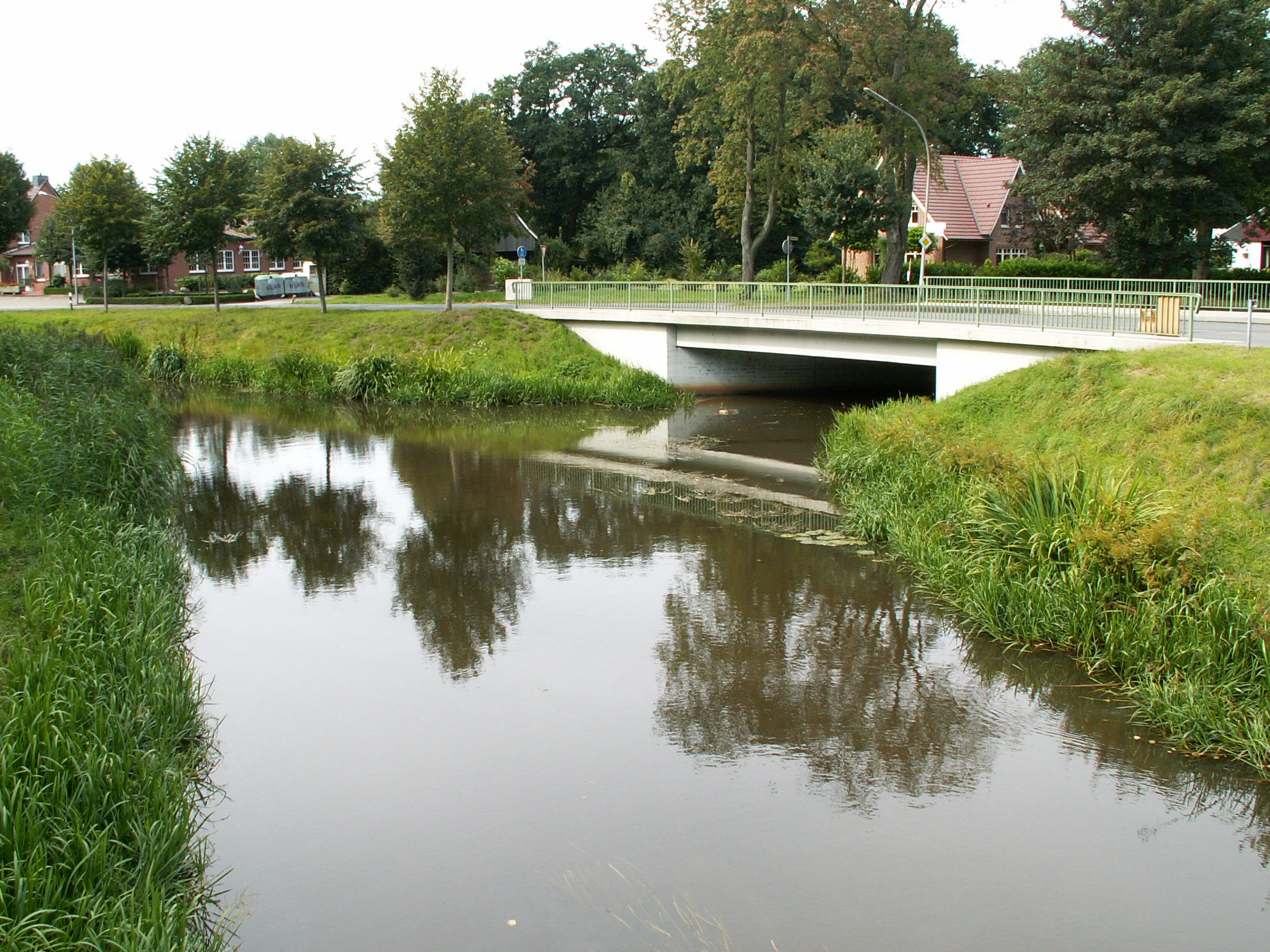
Der Abzweig (links) des Coevorden-Piccardie-Kanals in Georgsdorf
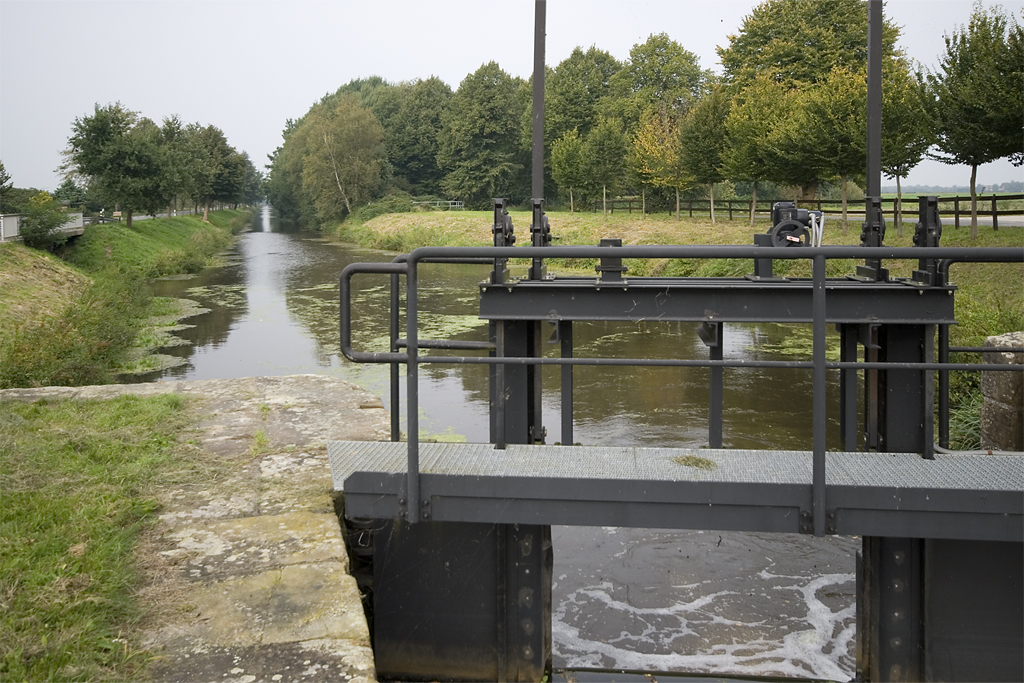
Schleuse 3 bei Georgsdorf
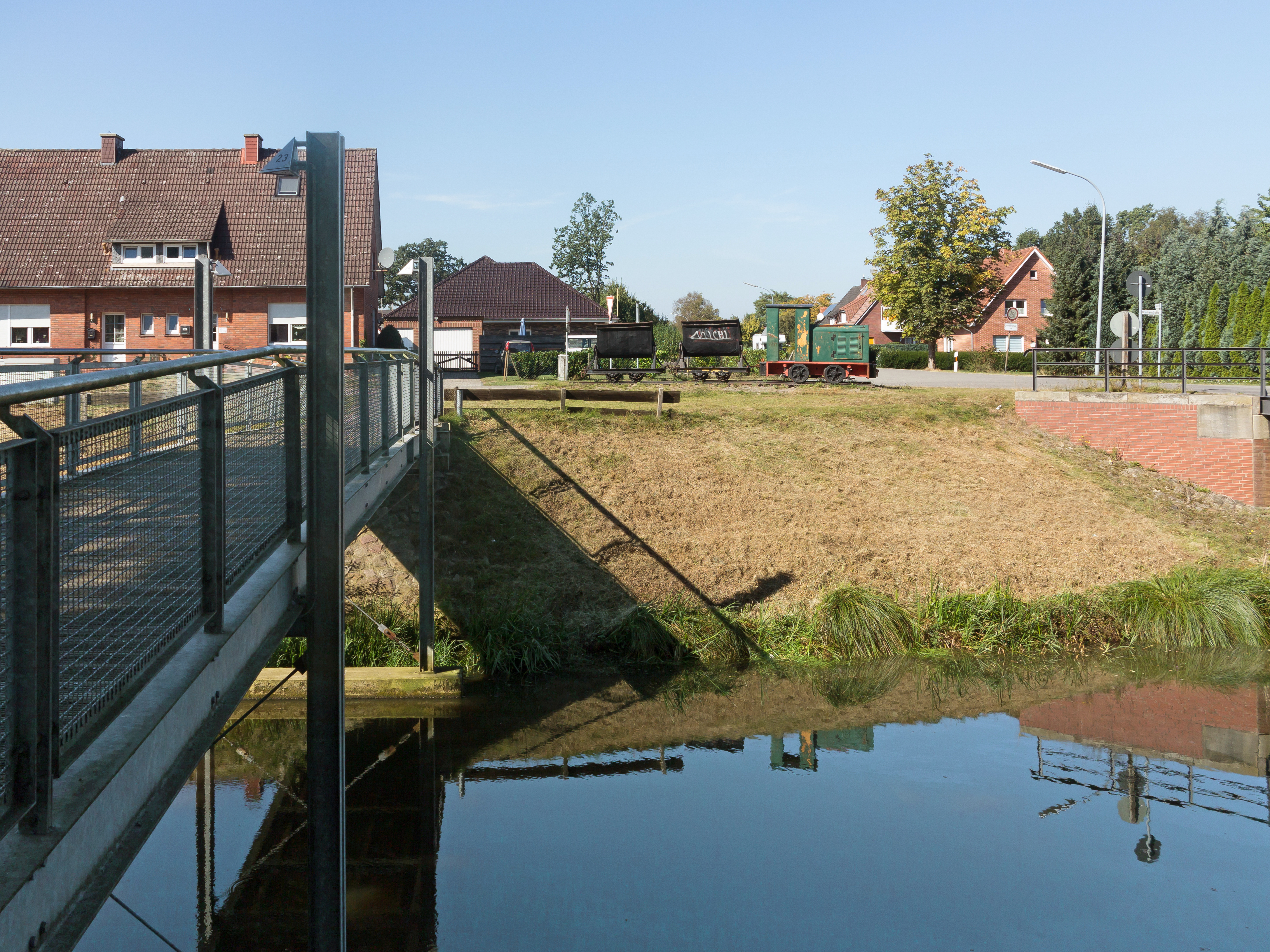
Fußgängerbrücke über den Kanal in Adorf
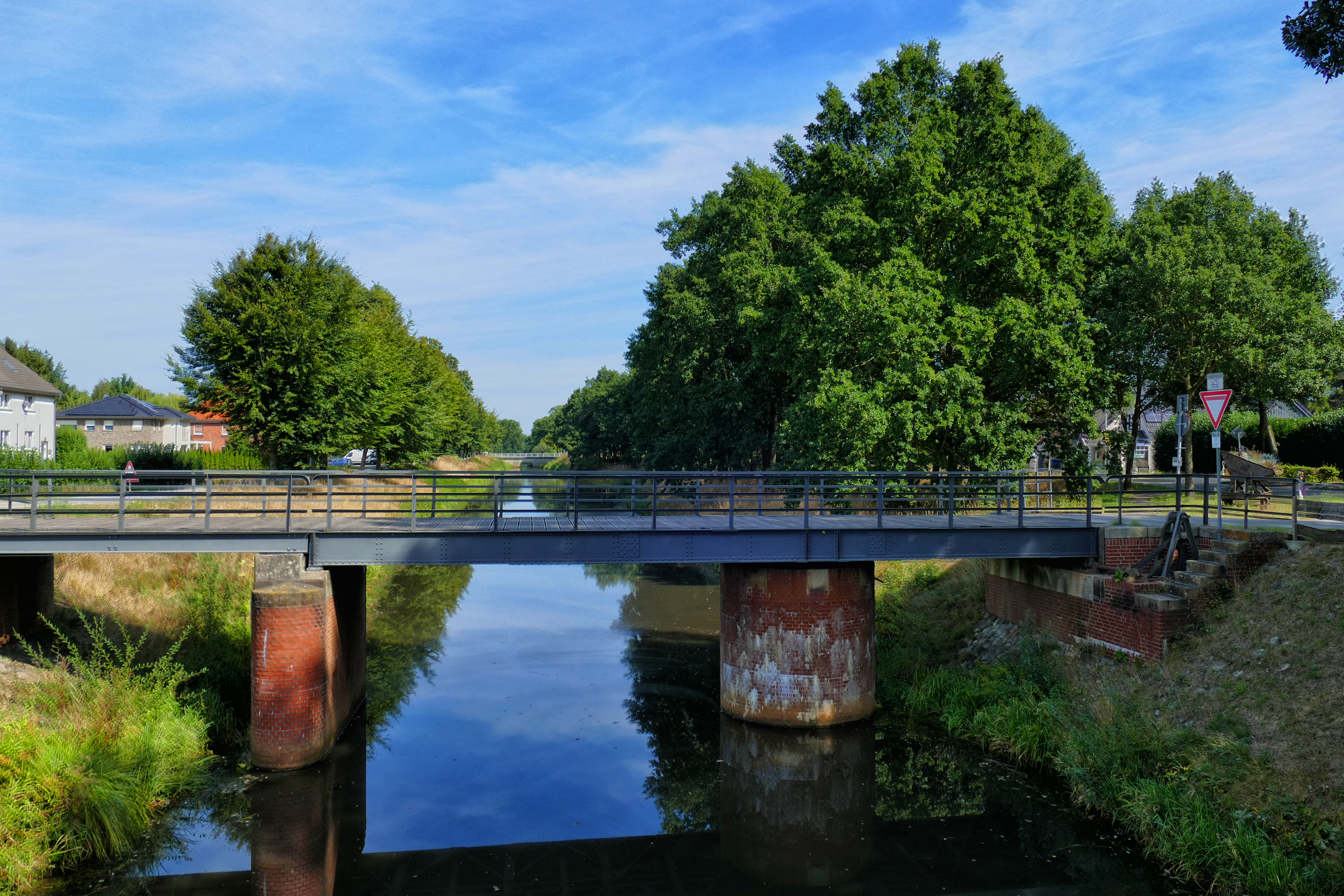
Drehbrücke über den Kanal in Adorf